# Megastygarctides gerdae
Megastygarctides gerdae är en djurart som tillhör fylumet trögkrypare, och som beskrevs av Hansen och Kristensen 2006. Megastygarctides gerdae ingår i släktet Megastygarctides och familjen Stygarctidae. Inga underarter finns listade i Catalogue of Life.